# Rùa mai mềm Thượng Hải
Rùa mai mềm Thượng Hải, giải Thượng Hải, hay rùa mai mềm khổng lồ sông Dương Tử (tiếng Trung: 斑鳖: ban miết) (danh pháp khoa học: Rafetus swinhoei) là một loài rùa mai mềm. Nó có thể là rùa nước ngọt lớn nhất trên thế giới. Nó được liệt kê ở cấp cực kỳ nguy cấp trong sách đỏ IUCN năm 2006, và là một trong những loài rùa hiếm nhất trên thế giới. Trong số 4 cá thể còn sống của loài R. swinhoei vào năm 2010 thì một cá thể sống ở Hồ Gươm, đôi khi được đề nghị coi như một loài riêng có danh pháp Rafetus leloii (rùa Hồ Gươm).

## Phân bố
Rafetus swinhoei có thể đã từng sinh sống tại khu vực sông Dương Tử và Thái Hồ, tại khu vực ranh giới các tỉnh Giang Tô và Chiết Giang ở miền đông Trung Quốc; Cá Cựu tại tỉnh Vân Nam ở miền nam Trung Quốc; và sông Hồng ở miền bắc Việt Nam. Trong những năm gần đây, có tin cho rằng một cá thể của Rafetus swinhoei đã được các ngư dân bắt được tại tỉnh Hòa Bình trên sông Đà..

## Tình trạng nguy cấp
Rafetus swinhoei đang ở tình trạng cực kỳ nguy cấp, gần như đã sắp tuyệt chủng. Trong hàng chục năm đầu thế kỷ 20, loài này bị săn bắt bừa bãi để tiêu thụ tại các địa phương cũng như do việc sử dụng mai và xương trong y học. Đầu rùa cũng thường bị lưu giữ lại làm kỷ niệm.
Mẫu vật cuối cùng đánh bắt được trong tự nhiên ở Trung Quốc là vào năm 1972 tại Cá Cựu; con rùa này sau đó đã được chuyển tới vườn thú Thượng Hải.
Con rùa tại hồ Hoàn Kiếm ở trung tâm Hà Nội, Việt Nam, đã được nhìn thấy và chụp ảnh nhiều lần. Gần đây, một số ý kiến, như của nhà sinh học Hà Đình Đức cho rằng con rùa tại hồ Hoàn Kiếm có thể là một loài riêng, với tên gọi khoa học là Rafetus leloii, tức rùa Hồ Gươm. Tuy nhiên, các tác giả Farkas B. và Webb R.G. vào năm 2003 cho rằng danh pháp R. leloii là một đơn vị phân loại không hợp lệ và chỉ là từ đồng nghĩa muộn của R. swinhoei.
Năm 2016, người ta chỉ tìm ra được 3 con còn sống; trong đó 2 tại Trung Quốc, đều ở Tây Viên tự (西园寺) ở Tô Châu; con thứ 3 ở hồ Đồng Mô (Sơn Tây, Hà Nội).
Con thứ 4 là tại hồ Hoàn Kiếm đã chết ngày 19/1/2016. Trước đó, con thứ 5 ở vườn thú Thượng Hải đã chết cuối năm 2006, còn con thứ sáu tại vườn thú Bắc Kinh đã chết năm 2005.
Ngày 13/4/2019, con cái ở Tô Châu đã chết sau khi thực hiện 1 cuộc thụ tinh nhân tạo. Đây là tổn thất nặng nề cho nỗ lực bảo tồn loài rùa này, bởi giờ đây cả Trung Quốc chỉ còn lại 1 con đực đã già, và hiện Trung Quốc chưa tìm thấy con cái nào khác để ghép cặp sinh sản.
Cuối năm 2020 mẫu thử nghiệm di tố của con rùa Đồng Mô lấy hồi Tháng 10 khẳng định đó là rùa cái, nặng 86 kg. Giới khoa học hy vọng con rùa cái này sẽ giúp gây giống cho loài rùa đang bị đe dọa bên bờ tuyệt chủng này. Nhưng đến ngày 24/4/2023, cá thể cái này được phát hiện đã chết.
Như vậy, đến cuối năm 2023 thì Trung Quốc chỉ còn 1 con đực đã già, còn Việt Nam chỉ còn 2 con nhưng không rõ đặc điểm, giới tính. Tình trạng của loài này đang cực kỳ nguy cấp. Nếu không sớm tìm ra cách thực hiện thụ tinh nhân tạo, hoặc tìm được cá thể khác để ghép đôi sinh sản (tìm ra thêm 1 con cái ở Trung Quốc hoặc 1 cặp đực - cái ở Việt Nam), thì loài rùa này sẽ sớm bị tuyệt chủng trong tương lai gần.

## Miêu tả
Rafetus swinhoei đáng chú ý vì đầu dài với phần miệng giống như mõm lợn. Kích thước của nó có thể dài trên 100 cm, rộng trên 70 cm và cân nặng khoảng 120–140 kg. Mai của chúng có thể dài và rộng trên 50 cm. Đầu dài trên 20 cm và rộng trên 10 cm. Con đực nói chung nhỏ hơn con cái nhưng có đuôi to và dài hơn

## Môi trường sống
Các hệ thống sông lớn cùng các hồ hay vùng đất ẩm cận kề.

## Sinh sản
Mỗi cá thể cái có thể đẻ từ 60 tới trên 100 trứng. Chúng làm tổ về đêm hay về buổi sáng.

## Thức ăn
Bao gồm cá, cua, ốc, bèo lục bình, ếch nhái và lá cây.

## Bảo tồn
Các cố gắng tập trung vào việc cho sinh sản các con rùa đang đươc bảo tồn tại vườn thú Trung Quốc cũng như tìm kiếm các cá thể còn sống hoang dã. Một thỏa thuận đã được thực hiện để chuyển con rùa cái tại vườn thú Thượng Hải sang vườn thú Tô Châu để thực hiện việc phối giống với con đực tại đó. Cũng có các cố gắng để cải thiện các điều kiện phối giống tại vườn thú Tô Châu và Tây Viên tự. Con cái ở vườn thú Tô Châu đã từng đẻ 1 ổ trứng, nhưng đáng tiếc là tất cả đều không nở. Nỗ lực của Trung Quốc đã thất bại khi con cái này đã chết vào ngày 13/4/2019.
Như vậy, nỗ lực bảo toàn loài rùa này hiện chỉ còn trông đợi vào cá thể ở hồ Đồng Mô hoặc Xuân Khanh (Việt Nam), hoặc nếu may mắn tìm thấy các cá thể khác còn sống trong tự nhiên. Để làm được điều này cần sự nỗ lực của các nhà khoa học, các chính sách cấm đánh bắt quyết liệt của chính quyền địa phương, và sự quan tâm phối hợp từ cả chính phủ Trung Quốc và Việt Nam.